# 大坂の陣
大坂の陣（おおさかのじん）は、江戸幕府と豊臣家（羽柴宗家）との間で行われた、慶長19年（1614年）の大坂冬の陣（おおさかふゆのじん）と、慶長20年（1615年）の大坂夏の陣（おおさかなつのじん）という２つの合戦の総称。大阪の陣、大坂の役（おおさかのえき）とも呼ばれる。

## 端緒

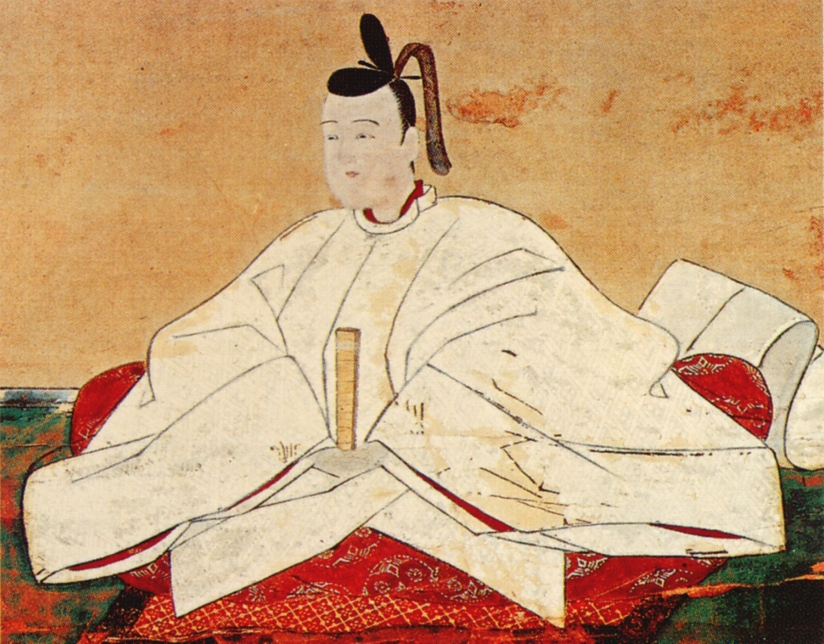
豊臣秀頼

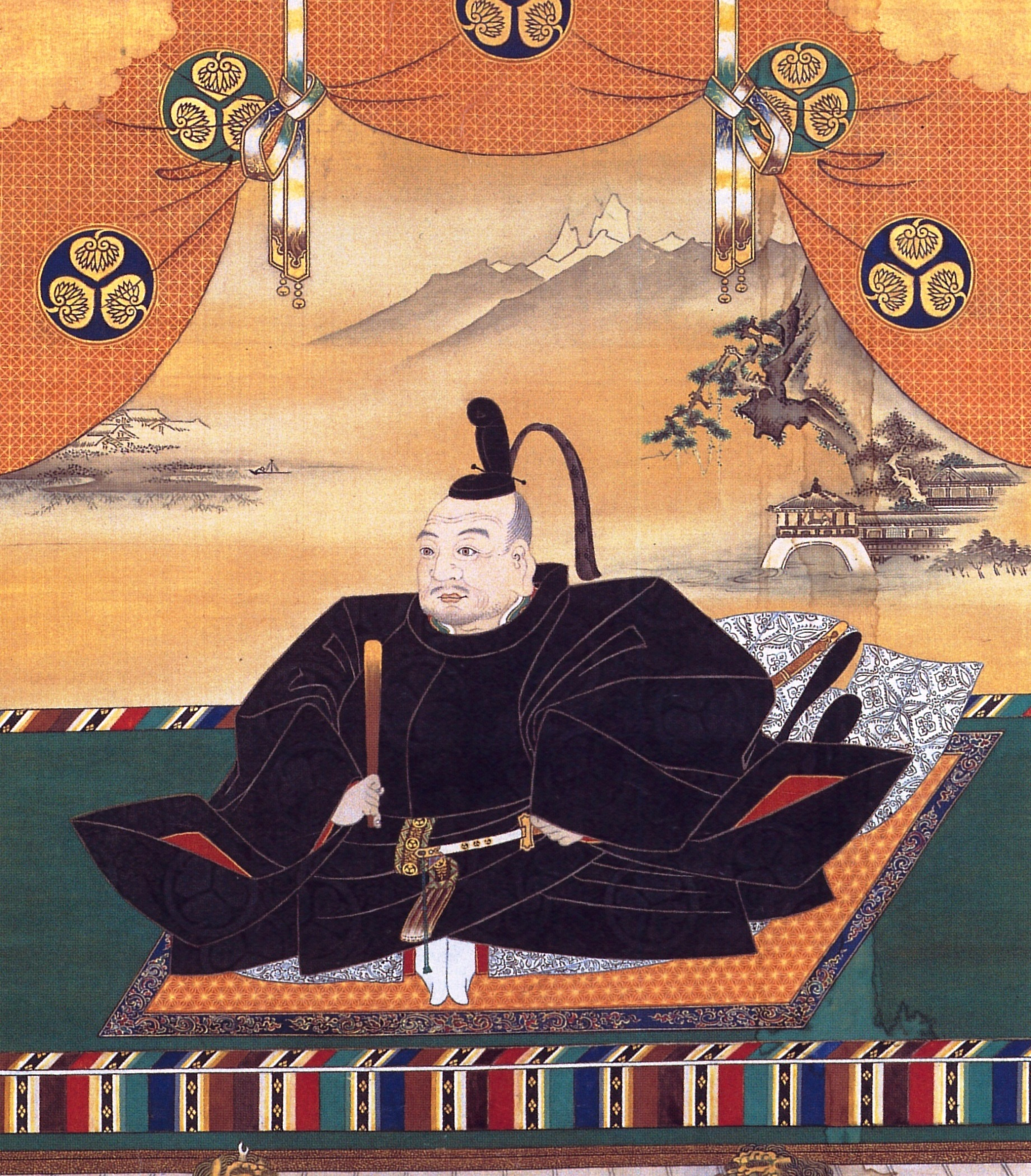
徳川家康

豊臣秀吉死後の豊臣政権においては五大老の徳川家康が影響力を強め、慶長5年（1600年）に元五奉行の石田三成らが蜂起した関ヶ原の戦いで家康は東軍の指揮を執り三成ら西軍を撃破する。家康は戦後処理や論功行賞を主導するなど実権を握った。この際、豊臣家の蔵入地（いわゆる太閤直轄地）を東軍への恩賞という形で全国にあった220万石のうちほぼ4分の3を削減した。これにより、豊臣家の所領は摂津・河内・和泉の約65万石程度まで削がれた。なお、豊臣領三国のほか、徳川国奉行設置国の伊勢国と備中国に豊臣直臣団の知行地が所在した。
慶長8年（1603年）2月12日、家康は伏見城で征夷大将軍に就任、江戸城を始め普請事業を行うなど、政権作りを始める。家康の政治目標は徳川家を頂点とした長期的かつ安定した政権をつくることであったとされ、徳川家の主君筋に当たり、別格的存在となる豊臣家に対し、服属させるか、それが拒絶された場合には処分することを考え始めたという。
同年7月、家康の三男・徳川秀忠の娘である千姫が秀吉の遺言に基づき、豊臣秀頼に輿入した。
慶長10年（1605年）正月に家康が、つづいて2月に秀忠が伊達政宗ら奥羽の大名を従え、10万とも16万ともいわれる大軍の指揮を執り上洛した。
同年4月16日、家康は将軍職を辞して将軍職を秀忠に譲り、自らの官位であった右大臣位を秀頼に譲る。将軍就任時の秀忠の官位が内大臣であったのに対し、秀頼は右大臣になったが、秀忠の将軍職継承は天下の執政が豊臣家になく徳川家が世襲すことを全国に示したものである。先の家康の将軍任官時の序列はまだ秀頼が上であって、同時に秀頼が関白に任官されるとする風聞が違和感なく受け止められており、元服を前に秀吉の子として関白就任への可能性を残していたが、既に家康、そして徳川政権が時を追うごとに優位になっていくことを止めることはできなかった。
5月8日、家康は秀頼に対し臣下の礼を取るように、高台院を通じて秀頼生母の淀殿に要求した。淀殿は会見を拒否したが、家康は六男の松平忠輝を大坂に遣わし、融和に努めている。
慶長16年（1611年）3月、後水尾天皇の即位に際して上洛した家康は二条城での秀頼との会見を要請する。秀頼の上洛を求める家康に対し反対もあったが、加藤清正や浅野幸長ら豊臣家恩顧の大名らの取り成しもあり会見は実現する（二条城会見）。
翌4月、家康は在京の大名22名を二条城に招集させて幕府の命令に背かないという誓詞を提出させた。
慶長17年（1612年）、前年上洛していなかった東北・関東などの大名65名から同様の誓詞をとっている。ただし、秀頼からは誓詞を提出させていない。
また、関ヶ原の戦い以降に小早川秀秋 ･ 結城秀康 ･ 木下家定 ･ 浅野長政 ･ 堀尾吉晴 ･ 加藤清正 ･ 池田輝政 ･ 浅野幸長 ･ 小出吉政 ･ 前田利長といった豊臣恩顧の大名や秀吉の数少ない親族達が亡くなったことで、豊臣家の孤立は強まっており、豊臣家は幕府に無断で朝廷から官位を賜ったり、兵糧や浪人を集めだし、さらには前田家と関係を構築しようとするなど、幕府との対決姿勢を前面に押し出し始めた。
徳川家は豊臣家に対し融和策をとりつつも、戦の準備は怠らず、攻城兵器として国友鍛冶に大鉄砲・大筒の製作を命じ、他にも石火矢の鋳造、イギリスやオランダに対し大砲・焔硝・鉛（砲弾の材料）の注文を行っている。海外、キリスト教勢力との接触は両軍ともに存在し、大坂城にはポルロ神父など多数のキリシタン、神父が篭城することとなる。

### 片桐且元の追放
鐘銘事件の弁明のために駿府に派遣されていた片桐且元が大坂に帰還すると、大野治房や渡辺糺から家康との内通を疑われるようになった。9月23日には織田信雄から暗殺計画の存在を知らされた且元は、屋敷に籠もり防備を固めた。秀頼と淀殿は両者の調停を行うとともに且元に武装解除を命じたが、織田長益など近隣の屋敷での武装が開始されていたため、且元は応じなかった。9月27日、秀頼は且元に寺に入って隠居するよう命じて執政の任を解き、10月1日に且元は配下の兵を率いて茨木城に退去した。大坂方は家康に敵対するつもりはないと弁明したが、家康は且元罷免の報を受けて激怒した。江戸方・大坂ともにすでに戦になることは明白であると受け止められるようになり、大坂城からは織田信雄・織田信則・石川貞政などの親族衆や重臣も退去していった。
10月1日、京都所司代板倉勝重より豊臣家による且元殺害の陰謀が報じられた家康は激怒し、大坂出馬の命を発した。大坂方もこれ以前に浪人募集や籠城の準備をしており、且元の処遇が決定的な開戦理由となった。

## 大坂冬の陣

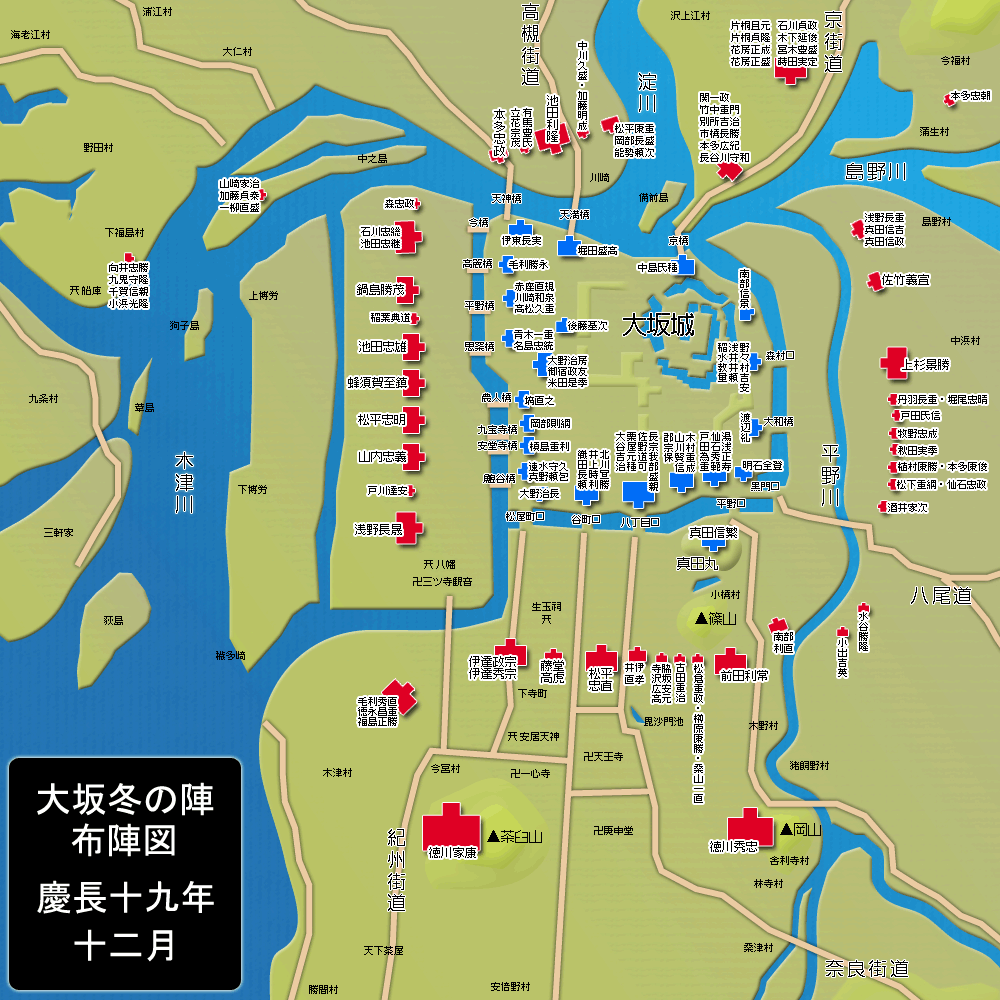
冬の陣布陣図（慶長19年12月）拡大

### 豊臣方の準備
10月2日、豊臣家では旧恩の有る大名や浪人に檄を飛ばし戦争準備に着手した。同日に兵糧の買い入れを行うとともに、大坂にあった徳川家をはじめ諸大名の蔵屋敷から蔵米を接収した。秀吉の遺した莫大な金銀を用いて浪人衆を全国から集めて召抱えたが、諸大名には大坂城に馳せ参じる者はなく、ただ福島正則が蔵屋敷の兵糧を接収するのを黙認するにとどまった。また籠城のための武器の買い入れ、総構の修理・櫓の建築なども行った。秀頼の援軍要請に応じる大名がいなかったことについて、徳川方は秀頼が孤立したものとは見ておらず、島津家久（忠恒）からは人質も取り黒田長政ら両名に対して重点的に馴致工作を行い、西国大名達に徳川秀忠に対して忠勤を誓う起請文を出させていたことが原因ではないかとする指摘がある。
集まった浪人を併せた豊臣方の総兵力は約10万人で、明石全登、後藤基次（又兵衛）、真田信繁（幸村）、長宗我部盛親、毛利勝永ら五人衆のほかにも塙直之、大谷吉治などがいた。彼らはいずれも関ヶ原の役後に御家取り潰しなどに遭い徳川家への復讐を考える者、戦乱に乗じて一旗上げようとする者、豊臣家の再起を願う者、討ち死覚悟で豊臣家への忠義を尽くす者など、それぞれの思想は異なるが、歴戦の勇士が多く士気も旺盛だったが、いかんせん寄せ集めの衆に過ぎないため統制がなかなかとれず、実際の戦闘では作戦に乱れが生じる元ともなった。
豊臣勢内部は二つに割れていた。まず、豊臣家宿老の大野治長を中心とする籠城派。二重の堀で囲われさらに巨大な惣堀、防御設備で固められた大坂城に立て籠もり、徳川軍を疲弊させて有利な講和を引き出そうという方針である。これに対し、浪人衆の真田信繁は、まず畿内を制圧し、関東の徳川と西国の諸大名を遮断。近江国の瀬田川まで軍を進め、ここで関東から進軍してくる徳川軍を迎え撃ち、足止めしている間に諸大名を味方につけ、その見込みが無いときに初めて城に立て籠もって戦う、二段構えの作戦を主張した。後藤基次・毛利勝永も真田案を元に伊賀国と大津北西にも兵を送り、敵を足止めすべしと主張して対立したが、結局、大野治長ら豊臣家臣の案である、警戒・連絡線を確保するために周辺に砦を築きつつ、堅固な大坂城に籠城する作戦が採用された。
同月、豊臣方は淀川の堤を切って大坂一帯を水没させ、大坂城を浮城にしようとしたという。しかし幕府方の本多忠政・稲葉正成などにより阻止され、被害は行軍に支障をきたす程度にとどまった。

### 幕府軍の出陣
10月11日、家康は軍勢の指揮を執り駿府を出発した。
12日、豊臣方の真木島昭光が堺の幕府代官を交替させようと堺に向けて出陣している。
23日、家康は二条城に入り、同日秀忠が6万の軍勢の指揮を執り江戸を出発した。
25日、家康は藤堂高虎・片桐且元を呼び、先鋒を命じている。
11月1日、摂関家の当主らが、家康の元に訪れて朔日の祝いを述べた。ところが現任の関白である鷹司信尚のみは、延期された方広寺の大仏の開眼供養に出席しようとしていたことを家康から問題視されて会見を断られる。信尚はそのまま謹慎を余儀なくされ、その後家康が行った禁中並公家諸法度の草案に対する公家たちへの意見聴取の対象にもされることがないまま、翌年閏6月に関白の辞表の提出をしている。
幕府方の動員した兵力は約20万に上った。なお豊臣恩顧の大名である福島正則や黒田長政、加藤嘉明、旗本の平野長泰は江戸城に留め置きとされた。彼らは関ヶ原の戦いで東軍勝利のために尽力したが、これはあくまで不仲であった石田三成の討伐が目的だったため、豊臣家との戦となれば敵方に寝返る可能性があった。なお、江戸城留め置きとされた大名も、その子が大坂に参陣した。
諸大名らの軍勢は揃って江戸から出立したわけではなく、当主が急遽帰国し、各々の国許から（家康らとは別に）指定された集結地点（瀬田・大津・京都郊外、大坂付近など）に集結した。例として、越前福井藩主の松平忠直は当時江戸に滞在していたが、緊急に本国に使者を派遣して出陣を指示、越前松平家附家老の本多富正が軍の指揮を執り越前を出立、近江国大津に軍を進め、同地で江戸からやってきた忠直と合流した、などがある。
11月15日、家康は二条城を出発し、奈良経由で大坂に向かった。
18日、家康は先着していた秀忠と茶臼山陣城にて軍議を行っている。

### 緒戦
11月19日、戦闘は木津川口の砦においてはじまる（木津川口の戦い）。この後26日には鴫野・今福で（鴫野・今福の戦い）、29日には博労淵、野田・福島において戦闘が行われた（博労淵の戦い、野田・福島の戦い）。数ヶ所の砦が陥落した後、30日に豊臣軍は残りの砦を破棄、大坂城に撤収する。

### 攻囲戦
豊臣方が籠城した大坂城を徳川方は約20万の軍で完全に包囲した。家康は12月2日、茶臼山を、以降は各将の陣を視察し、仕寄（攻城設備）の構築を命じている。4日より各隊は竹束・塹壕・築山などの仕寄の構築を行いつつ大坂城に10町から5・6町まで接近していった。これ以前、家康は10月22日に命じた方広寺の炉で作成させた鉄盾を各将に配布している。
この接近時に起こった真田丸の戦い（12月3日、4日）で豊臣軍が徳川軍を撃退。秀忠は4日に岡山に着陣し、5日に家康が和議を考えていると知り総攻撃を提案するが、家康は「敵を侮る事を戒め戦わずに勝つ事を考えよ」と却下したが、これに対して秀忠は奇怪と不満を露わにしている。
6日、家康は住吉から茶臼山に本陣を移し、8日までに到着した部隊にも仕寄（しより、塹壕のこと）の構築を命じている。

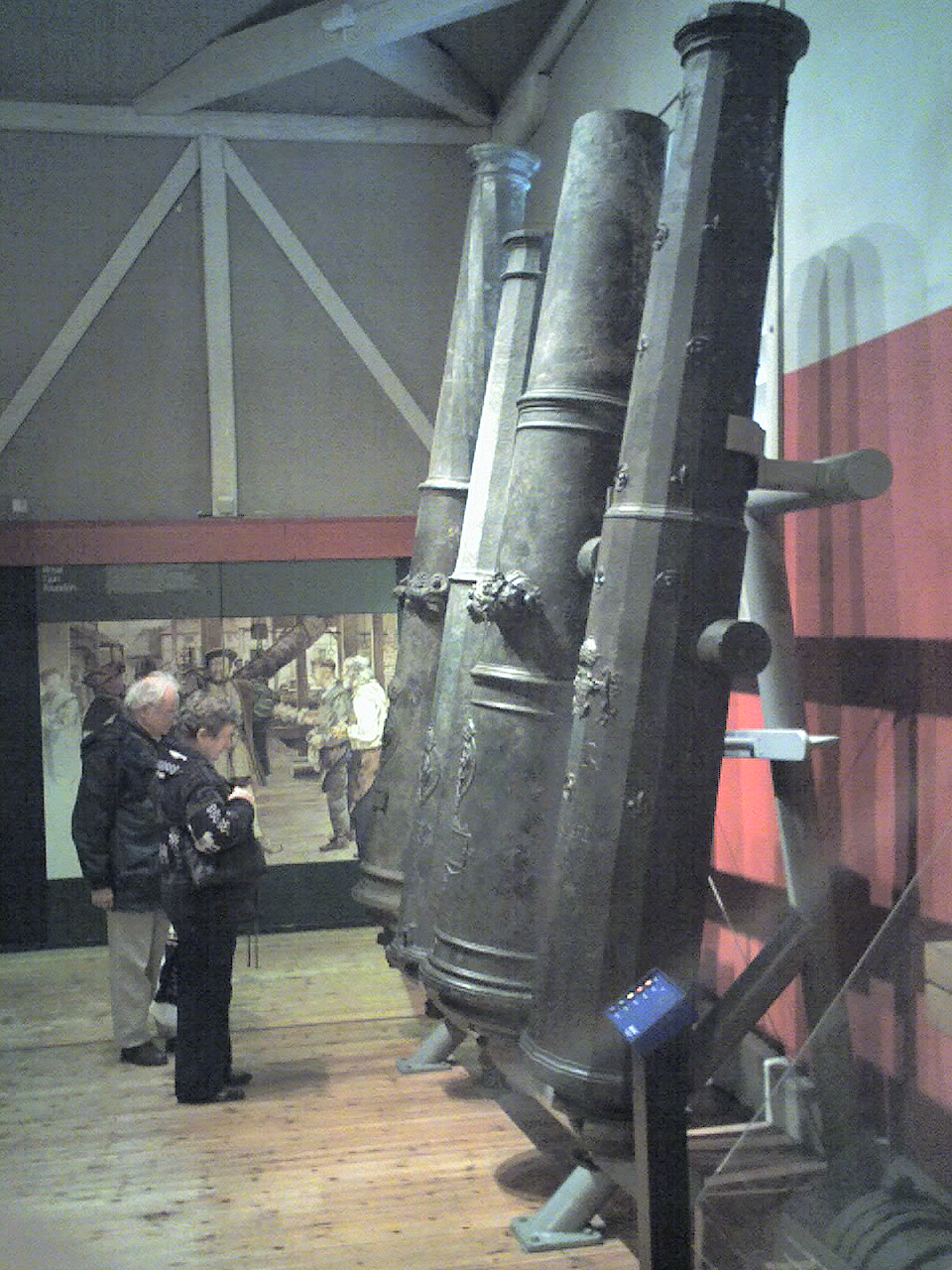
カルバリン砲と半カノン砲

9日、家康が11月23日より伊奈忠政・福島忠勝・毛利秀就・角倉素庵に命じて建設していた淀川の流れを尼崎に流す長柄橋の工事が完了し、大和川があるため干上がることはなかったが川の深さは膝下まで下がる。大和川の塞き止めも行われ、諸隊に命じて毎夜三度（酉・戌・寅の刻）、鬨の声を挙げて鉄砲を放たせ、敵の不眠を誘っている（この鬨の声は京まで届いた）。この頃より大坂城総構への南方からの大砲射撃も本格化し、幕府方の仕寄は松平忠明隊は20から30間、藤堂隊は7間に近接している。
10日には降伏を促す矢文を送り、11日には甲斐や佐渡の鉱夫を動員して南方より土塁・石垣を破壊するための坑道の掘削を始めた。13日、家康は大名一人につき50本の熊手付き梯子を配っている。さらに、船場の堀の埋め立ても命じた。また、大坂方武将への調略も行われ、本多正純が、弟で前田家家老の本多政重に真田信尹（徳川軍使番・真田信繁の叔父）と協力して、信繁を徳川軍に寝返らせるよう指示した文書が残されている。
15日、後述する和議交渉が暗礁に乗り上げると、翌16日から、全軍より一斉砲撃が始められる。北方の備前島だけで大筒100門と石火矢が本丸北側の奥御殿に打ち込まれ、また、南方の天王寺口からはこれまでの総構から本丸南方の表御殿御対面所（俗称千畳敷）に目標を変更した砲撃が和議締結まで打ち込まれ続けた。
この砲撃では国友製3貫目の大砲、芝辻理右衛門により鍛造で造られた鉄製の大砲が使われた。芝辻理右衛門製の大砲は靖国神社の遊就館に奉納されている。
6月頃にイングランドより購入したカルバリン砲4門、セーカー砲1門や7日前に兵庫に到着したオランダ製4・5貫目の大砲12門（半カノン砲に比類）も含まれていると思われる。その砲手には備前島に配された田付流砲術の田付景澄が務め、景澄が放ったカルバリン砲が大坂城天守に直撃したことで講和の機運が高まったとされる。その功績により子孫は代々「四郎兵衛」を名乗り、江戸幕府の鉄砲方を務めた。
豊臣方は近づいてくる徳川方に火縄銃で対抗。竹束のみの時は一手に付き300から500人の死傷者が出たが、相手が築山・土塁を築くと火縄銃の効果は激減する。淀殿は武具を着て3、4人の武装した女房を従え、番所の武士に声をかけ、激励していたといわれる（『当代記』）。
大砲も使い、塙直之が蜂須賀至鎮に夜襲をしかけ戦果をあげた（本町橋の夜襲戦）。

### 和議
徳川方は豊臣方の買占めによる兵糧不足があり、真冬の陣でもあったため、12月3日より織田有楽斎を通じて豊臣方との和平交渉を行っている。8日・12日にも有楽斎と大野治長が本多正純、後藤光次と講和について書を交わしている。
15日には淀殿が人質として江戸に行く替わりに、篭城浪人のための加増を条件とした和議案が豊臣方より出されるが、家康はこれを拒否する。
豊臣側は兵糧と弾薬が足りず、徳川方が仕掛けた心理戦や櫓・陣屋などに撃ち込まれた砲弾で将兵は疲れが溜まる。本丸への砲撃が淀殿の侍女8人に命中し、8人とも死んだ。淀殿は「大坂城は10年でも持ち堪えられる」と言っていたが、凄惨な光景を見て和議に応ずることを決める（16日）。
朝廷から後陽成上皇の命により、17日に武家伝奏の広橋兼勝と三条西実条を使者として、家康に和議を勧告した。家康は朝廷の介入を許さず、これも拒否し、あくまで徳川主導で交渉を進めた。
交渉は18日より徳川方の京極忠高の陣において、家康側近の本多正純、家康側室の阿茶局と、豊臣方の使者として派遣された淀殿の妹である忠高の義母常高院との間で行われ、19日には講和条件が合意、20日に誓書が交換され和平が成立した。同日、家康・秀忠は諸将の砲撃を停止させている。
講和内容は豊臣家側に対する条件として
- 本丸を残して二の丸、三の丸を破壊し、惣構の南堀、西堀、東堀を埋めること。
- 淀殿を人質としない替わりに大野治長、織田有楽斎より人質を出すこと。

が提出され、これに対し徳川家側が
- 秀頼の身の安全と本領の安堵。
- 城中諸士についての不問。

を約束することで和議は成立。この他、秀頼・淀殿の関東下向を行わなくてよいことも決められた（ただし、二の丸の破壊をしなくても良いという史料もある）。

### 堀の埋立
和議条件の内、城の破却と堀の埋め立ては二の丸が豊臣家、三の丸と外堀は徳川家の持ち分と決められていた。
城割（城の破却）は古来行われているが、大抵は堀の一部を埋めたり土塁の角を崩すだけ、城郭の一部の破壊については外周の外堀だけを埋めるという儀礼的なものだった。しかし徳川側は松平忠明・本多忠政・本多康紀を普請奉行とし、家康の名代である本多正純・成瀬正成・安藤直次の下、攻囲軍や地元の住民を動員して突貫工事で外堀を全て埋めた後、1月より二の丸も埋め立て始めた。二の丸の埋め立てについては相当手間取ったらしく、周辺の家・屋敷を破壊してまで埋め立てを強行した。講和後、駿府に帰る道中家康は埋め立ての進展について何度も尋ねている。工事は23日には完了し、諸大名は帰国の途に就いた。この際、門や櫓も破壊されている。
幕府方は「惣」の文字を「すべて」の意味に曲解し、強硬的に内堀まで埋め立てる卑劣な手段を使ったとされてきたが、この話は後代に記された書物にしか記載されておらず、当時の第一次史料の中には確認できない。さらに、この工事に関係した伊達政宗・細川忠利ら諸大名の往復書状などを見ても、埋め立て工事を巡り大坂方との間で揉め事が発生しているような形跡が見つからず「惣構の周囲をめぐる外堀のみならず、二の丸と三の丸を埋め立て、これらの地を壊平するというのは、大坂方も納得していた、幕府と大坂方との当初からの合意に基づくものであった」といえる。

## 大坂夏の陣

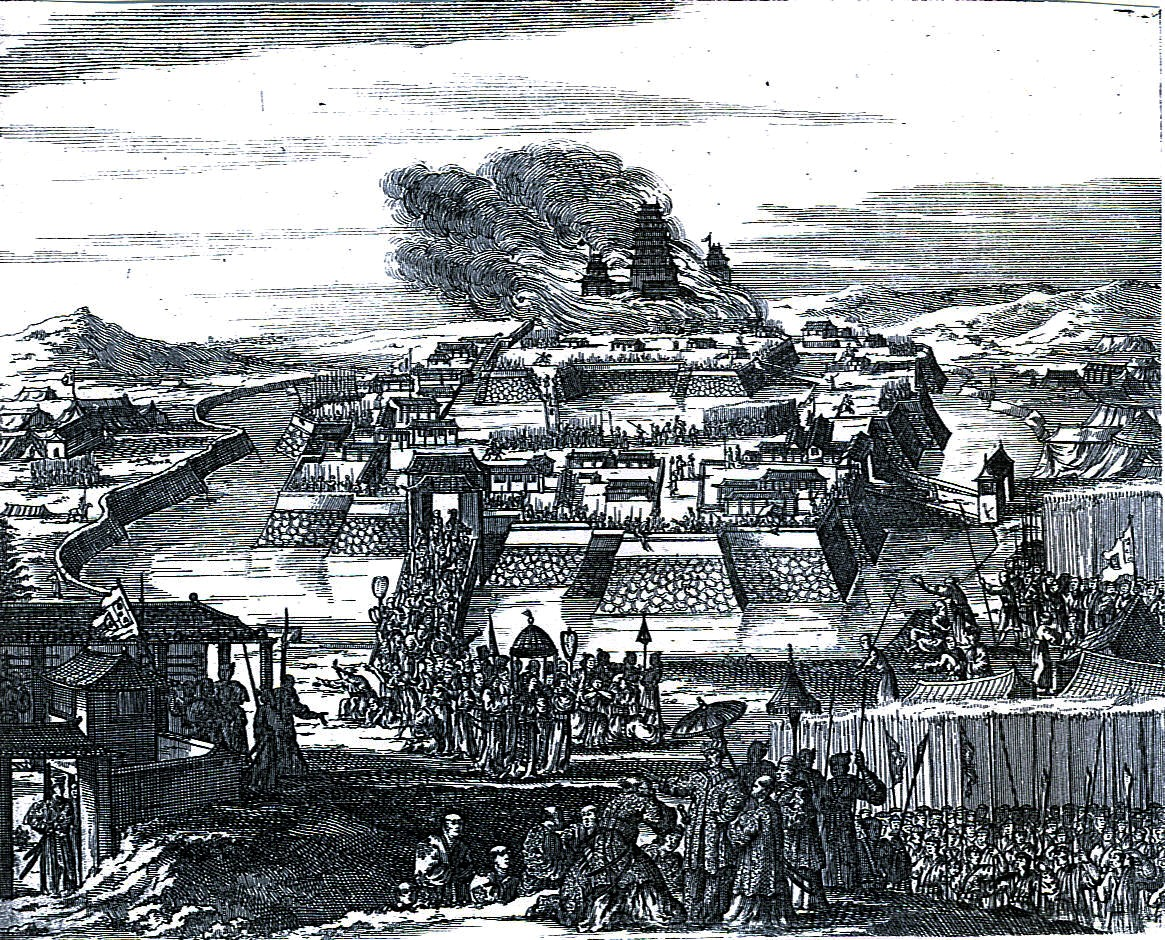
大坂城炎上 1663年絵図　ニューヨーク公共図書館出典

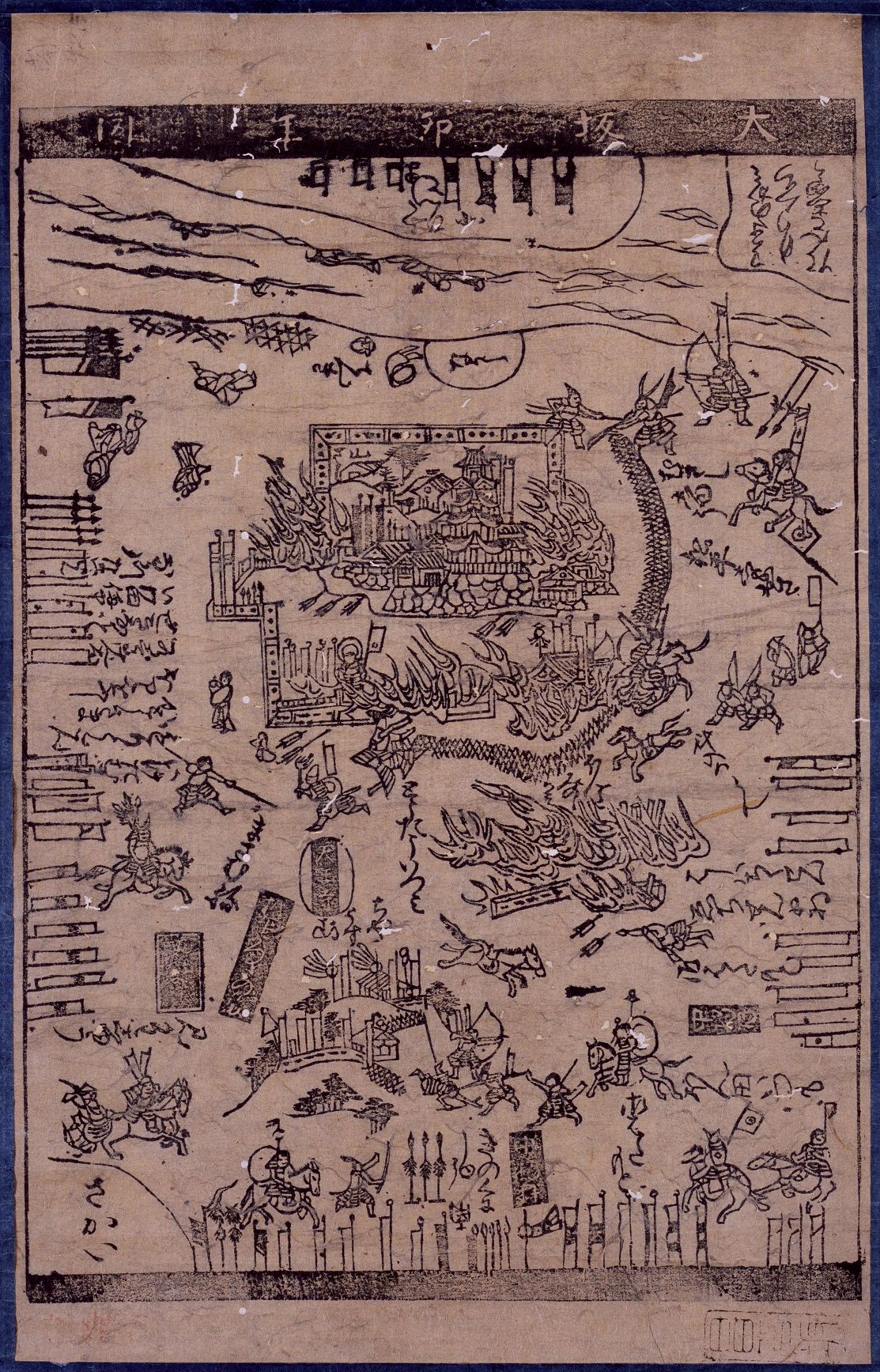
大坂夏の陣絵図　不明、国立公文書館出典

和平成立後、家康は駿府へ、秀忠は伏見に戻ったが、一方で国友鍛冶に大砲の製造を命じるなど、戦争準備を行っている。慶長20年（1615年）3月15日、大坂に浪人の乱暴・狼藉、堀や塀の復旧、京や伏見への放火の風聞といった不穏な動きがあるとする報が京都所司代・板倉勝重より駿府へ届くと、徳川方は浪人の解雇か豊臣家の移封を要求する。
4月1日、家康は畿内の諸大名に大坂から脱出しようとする浪人を捕縛すること、小笠原秀政に伏見城の守備に向かうことを命じた。
4日、家康は九男・徳川義直の婚儀のためとして駿府を出発、名古屋に向かった。翌5日に大野治長の使者が来て豊臣家の移封は辞したいと申し出ると、常高院を通じて「其の儀に於いては是非なき仕合せ」（そういうことならどうしようもない）と答え、6日および7日に諸大名に鳥羽・伏見に集結するよう命じた。冬の陣で江戸に留め置かれていた黒田長政と加藤嘉明は本人の出陣が許されたが、福島正則は引き続き江戸に留め置かれた。
家康が名古屋城に入った10日、秀忠は江戸を出発している。12日、名古屋城にて徳川義直の婚儀が行われ、家康は18日に二条城に入った。このころ秀忠は藤堂高虎に対し、自分が大坂に到着するまで開戦を待つよう家康に伝えてくれと依頼している。
21日、秀忠は無事二条城に到着し、翌22日、家康と秀忠は本多正信・正純父子、土井利勝、藤堂高虎らと軍議を行った。この時の徳川方の戦力は約15万5千。家康はこの軍勢を二手にわけ、河内路及び大和路から大坂に向かうこと、同時に道路の整備、山崎などの要所の警備を行うことを命じた。この二手の他、紀伊の浅野長晟に南から大坂に向かうよう命じている。
5月5日、家康は京を発した。その際、自軍に対し「三日分の腰兵糧でよい」と命じたという。
豊臣方では、4月9日に交渉にあたっていた大野治長が城内で襲撃される事件が起こる。交渉が決裂し、再びの開戦は避けられないと悟った豊臣方は、4月12日に金銀を浪人衆に配り、武具の用意に着手した。また主戦派の浪人や、大野治房らが埋められた堀を掘り返したりしている。
和議による一部浪人の解雇や、もはや勝ち目無しと見て武器を捨て大坂城を去るものが出たため、この時の豊臣家の戦力は7万8000に減少した。一方、大坂城での籠城戦では勝つ見込みが無いと判断し、総大将の首を討つ機会のある野戦にて徳川軍との決戦を挑むことが決定された。
このころ、織田有楽斎は大坂城を退去している。

### 樫井の戦い
豊臣方は大野治房の一隊に暗峠を越えさせて、4月26日に筒井定慶の守る郡山城を落とし（郡山城 (大和国)#郡山城の戦い）、付近の村々に放火。28日には徳川方の兵站基地であった堺を焼き打ちする。(堺焼き討ち)
大野勢は、29日には一揆勢と協力しての紀州攻めを試みるが、先鋒の塙直之、淡輪重政らが単独で浅野長晟勢と戦い討死した（樫井の戦い）。その後、大野治長らは浅野勢と対峙しつつ、5月6日まで堺攻防戦を行った。

### 道明寺・誉田合戦
5月6日、大和路から大坂城に向かう幕府軍35,000を豊臣勢が迎撃した道明寺・誉田合戦が起こる。寄せ集めの軍勢である豊臣方は緊密な連絡を取ることができず、後藤基次隊2,800は単独で小松山に進出したが、伊達政宗、松平忠明ら2万以上から攻撃を受け、基次は討死した。次いで到着した明石全登、薄田兼相ら3,600の兵も小松山を越えた徳川軍と交戦し、兼相らが討死した。
さらに遅れて真田信繁、毛利勝永ら12,000の兵が到着し、真田隊が伊達隊の先鋒片倉重長隊の進軍を押し止めた。しかし豊臣方は八尾・若江での敗戦の報を受け、残兵を回収して後退。幕府方も連続した戦闘に疲弊したため、追撃を行わなかった。

### 八尾・若江合戦
同日、木村重成の6,000の兵と長宗我部盛親、増田盛次ら5,300の兵が河内路から大坂城に向かう徳川本軍12万を迎撃した八尾・若江合戦が起こっている。まず、盛親隊が霧の中で藤堂高虎隊5,000と対峙した。この戦いで盛親は堤の上に将兵全員を下馬のうえ伏せさせ、敵が充分に近づいた頃合いを見計らって突撃するという戦法を取った。この勢いで藤堂隊は藤堂高刑、桑名吉成は戦死、藤堂氏勝は致命傷を負い退却中に死亡した。藤堂高吉も来援するが、長宗我部勢に圧倒され、撃退された。この時点で長宗我部隊は勝利していたが木村隊の敗走により幕府方の井伊直孝の援軍に挟撃されることを恐れ後退した。重成は高虎隊の一部を破った後、井伊直孝隊3,200らと交戦の末に討死した。
藤堂勢および井伊勢はこの戦闘で大きな被害を受け、翌日の天王寺・岡山の戦いの先鋒を辞退せざるをえなくなった。
5月6日の戦闘の結果は幕府方の優勢で、豊臣方は大坂城近郊に追い詰められた。

### 天王寺・岡山合戦

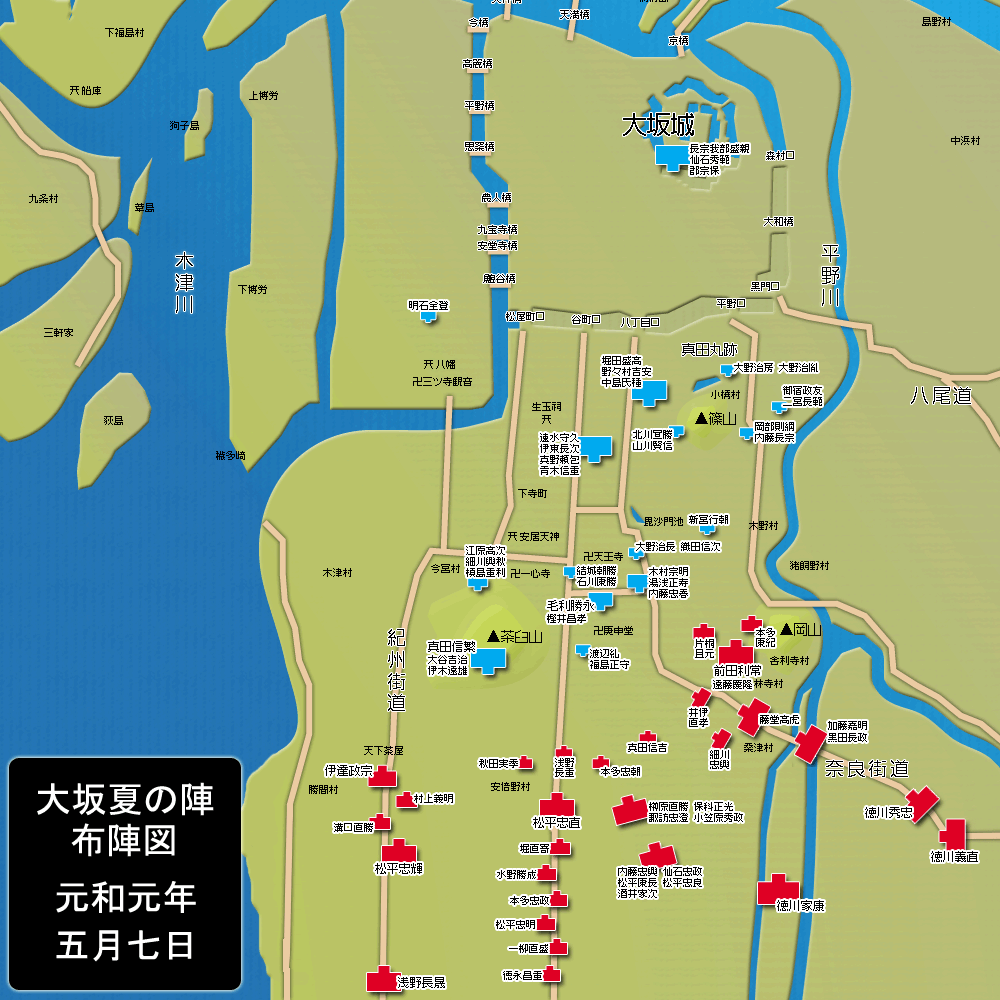
夏の陣（天王寺・岡山合戦）布陣図（慶長20年5月7日）拡大

5月7日、豊臣軍は現在の大阪市阿倍野区から平野区にかけて迎撃態勢を構築した。
天王寺口は真田信繁、毛利勝永など14,500、岡山口には大野治房ら4,600、別働隊として明石全登300、全軍の後詰として大野治長・七手組の部隊計15,000が布陣した。
これに対する幕府方の配置は、大和路勢および浅野長晟40,000を茶臼山方面に、その前方に松平忠直15,000が展開した。天王寺口は本多忠朝ら16,200が展開し、その後方に徳川家康15,000が本陣を置いた。岡山口には前田利常ら計27,500。その後方に近臣を従えた徳川秀忠23,000が本陣を置いた。
正午頃に開始された天王寺・岡山合戦は豊臣方の真田隊・毛利隊・大野治房隊などの突撃により幕府方の大名・侍大将に死傷者を出し、家康・秀忠本陣に迫った。両本陣は混乱に陥ったが、兵力に勝る幕府軍は次第に混乱状態から回復し態勢を立て直し、豊臣軍は多くの将兵を失って午後三時頃には壊滅。豊臣軍は大坂城本丸に総退却した。

## 終局
本丸、掘り返した堀以外の堀を埋められて裸同然となっていた大坂城に、殺到する徳川方を防ぐ術はもはやなく、真田隊を壊滅させた松平忠直の越前勢が一番乗りを果たしたのを始めとして徳川方が城内に続々と乱入した。遂には秀頼の下で大坂城台所頭を務めていた大角与左衛門が徳川方に寝返り、手下に命じて城の大台所に火を付けさせるという事態も発生し、全体に延焼した大坂城は灰燼に帰し、落城した。その燃え上がる炎は夜空を照らし、京からも真っ赤に染まる大坂の空の様が見えたという。
なお、大坂城陥落直後の1615年6月11日付の長崎の平戸オランダ商館の関係者の報告では、徳川家康側に赦免を得るために寝返った数名の大名が秀頼を裏切り、城に火を放って逃亡を図るが適わず、その場で城壁から突き落とされて死亡したとされている。
7日申の刻（午後四時頃）に治長は家臣の米倉権右衛門を使者として遣わし、千姫を脱出させた上で自身以下が切腹する替わりに秀頼・淀殿の助命嘆願を行う。家康は秀忠に判断を任せたが、翌日8日に秀忠は秀頼らに切腹を命じて、秀頼らが籠もる山里丸にある焼け残りの蔵を包囲した井伊直孝勢が午の刻（午前十二時頃）に鉄砲を放つことでこれを伝えた。これにより秀頼ら三十二人は自害をし、後に蔵内から火が挙がった。

### 大坂夏の陣図屏風
現在、大阪城天守閣で所蔵されている、自らも大坂の役に参戦した黒田長政が当時一流の絵師を集めて描かせた大作の屏風絵「大坂夏の陣図屏風」、通称「黒田屏風」（重要文化財）の左半分には、乱妨取りに奔った徳川方の雑兵達が、大坂城下の民衆に襲い掛かり、偽首を取る様子や略奪を働き身包みを剥がすところ、さらには川を渡って逃げる民衆に銃口を向ける光景、そして女性を手篭めにする様子などが詳細に描かれている。落城後の混乱の中でも豊臣勢の抵抗はしばらく続いた。

### 見しかよの物かたり
ある町人が残した記録「見しかよの物かたり」には
と、その悲惨さが語られている。

## 毛利氏・島津氏の対応

### 毛利氏
毛利輝元は関ヶ原の戦いでは西軍の総大将として豊臣方であったが、大坂の陣では徳川方に味方し、自ら出陣している。他方、輝元の意向によって、毛利氏の家臣・内藤元盛が佐野道可と名乗り、豊臣方として大坂城に入城した（佐野道可事件）。
輝元は徳川方の勝利がほぼ確実であると考えつつも、豊臣方の勝利の可能性も皆無ではないと考え、その際に毛利氏の復権を図る必要から、元盛を保険として利用したと考えられている。だが、これが失敗に終わると、輝元は幕府の追及を恐れ、元盛の嫡男・元珍と次男・粟屋元豊を粛清し、家中統制に利用した。

### 島津氏
島津氏は秀頼からの書状に対し「豊臣家への奉公は一度済んだ」と返事したが、徳川方としての出陣は冬の陣・夏の陣とも結果的にかなわなかった（夏の陣では、鹿児島を発ち平戸に到着した時に大坂の役の情報を聞いて引き返している）。これは当時、薩摩藩主島津忠恒が進めていた藩政改革がうまく行かず、家臣団の統制すらままならなかったからであるが、島津の不参加は一時「島津謀反」の噂を引き起こし、小倉藩の監視を受ける羽目となった。
また、薩摩の連歌師・如玄と茶人・木村宗喜が豊臣方に内通して京の放火を企てたとして、幕府に捕らえられて処刑されたが、島津氏は処分されてはいない。大坂の陣以後、島津氏は藩政改革を一気に推し進めるが、島原の乱への出兵も小規模にとどまった。

## 戦後処理
秀頼の子・国松は潜伏している所を捕らえられて処刑、また娘は千姫の養女として僧籍に入ることを条件に助命され、翌年東慶寺で出家し天秀と号した。
長宗我部盛親はじめ残党の追尾は10年以上に亘って行われた（徳川幕府転覆を企てた由井正雪の片腕とされた丸橋忠弥は長宗我部盛澄といい盛親の側室の次男という）。盛親以外には、細川興秋は父・細川忠興から自刃を命じられ、増田長盛は盛次の罪を背負う形で配流先の岩槻で自刃を命じられた。茶人の古田重然も豊臣に内通したという疑いから自刃を命じられた。重然の嫡男の古田重広も連座して死罪に処せられた。明石全登の行方は定かではないが、その息子・明石小三郎は寛永10年（1633年）に薩摩で捕まっている。また、長崎代官の村山等安は豊臣家に肩入れしたことと、キリシタンを庇護したことで1619年に江戸で斬首となり、妻子も1622年の元和の大殉教で処刑された。
家康は畿内の寺社などに対して落人やその預物の探索を命じており、この背景には有力武将に止まらず、下々の武将までも捕縛し、豊臣方に与した者を許さないという強い意思を内外に知らしめようとしたといえる。
その一方で、仙台藩では、捕虜となった長宗我部盛親の姉妹の子である柴田朝意（父は長宗我部家臣の佐竹親直）が仙台藩の奉行になったり、信繁の子の真田守信が仙台藩重臣片倉重長に匿われて、後に仙台藩に仕官したりしており、実際の残党狩りは藩により温度差が生じている。
また、室町幕府の幕臣であった真木島昭光がかつての同僚である細川忠興らの嘆願で助命されたり、織田昌澄が旧主の藤堂高虎の嘆願で助命されるなど、特別な事情で処刑を免れた事例もあった。
さらに、秀頼に内通したとして、福島正則の弟で大和国宇陀松山藩主の福島高晴が改易となった。蝦夷松前藩では、松前由広が内通の疑いで父・松前慶広の命令で斬られた。織田有楽斎の嫡男とみられた織田頼長は、豊臣軍の武将として徳川軍と戦ったため、有楽は所領を相続させず、頼長の弟2人に分与した。
毛利輝元の密命で豊臣軍に加わった内藤元盛は戦後、徳川軍に捕縛されたが、毛利家は無関係だと主張し、自刃した。輝元はその後、内藤元盛の子2人を切腹させ、孫を幽閉して、いったん内藤家は断絶となったが、元盛の曾孫の代になって毛利家の家臣として復活を許された。
大坂城に残された豊臣家の財宝は、家康の指示で、1か月余りにわたりくまなく捜索され、焼けた倉庫跡から金1万8000枚、銀2万4000枚を発見しすべて回収した。
戦後、大坂城には松平忠明が移り、街の復興にあたった。復興が一段落すると忠明は大和郡山に移封され、以降、大坂は将軍家直轄となった。幕府は大坂城の跡地に新たな大坂城を築き、西国支配の拠点の一つとした。
一方、松平忠輝は夏の陣で行軍時に秀忠の旗本が軍列を追い越した際に切り捨てる軍法違反（軍法では武具・馬の没収）とその隠匿等により、翌年に改易となった。松平忠直は、大坂城一番乗りの褒賞が大坂城や新しい領地でもなく「初花肩衝」と従三位参議左近衛権中将への昇進のみであったことを不満としており、後に乱行の末、改易となった。
合戦の契機を作った方広寺（京の大仏）については、大坂の陣の後も残されることになったが、方広寺境内に組み込まれていた三十三間堂ともども、妙法院の管理下に置かれた。妙法院門主が方広寺住職を兼務するようになったのは元和元年（1615年）からで、これは大坂の陣で豊臣氏が江戸幕府に滅ぼされたことを受けての沙汰である。それとは対照的に豊国社は廃絶され、家康の指示で京の大仏の鎮守にするため方広寺大仏殿の裏手に遷された。なお一番の元凶たる方広寺の「国家安康」の鐘について、江戸期は懲罰的措置として、鐘楼を撤去の上、地面に置かれ鳴らないようにされていたとの俗説があるが、それは誤りである。方広寺大仏殿は四方を塀に囲まれていたが、鐘楼は南側の塀外(現在の京都国立博物館 の噴水の近辺)にあった。このことは名所図会や、花洛一覧図などの江戸時代の方広寺境内を描いた絵図からも確認できる。「国家安康」の鐘が地面に置かれていたのは、明治時代の前半期のみで、これは明治新政府の廃仏毀釈の政策（恭明宮造立のためとも）により方広寺寺領の大半が没収され、没収地にあった鐘楼が取り壊され、残った方広寺寺領に鐘が移設されたためである。その後しばらくは地面に置かれ、雨ざらしとなっていたが、明治17年（1884年）に鐘楼が再建され、今日に至っている。

### 領地加増
戦後に新しい領地が幕府より与えられた例としては、伊達秀宗（伊達政宗の長男）に伊予国宇和島藩10万石、前田利孝（前田利家の5男）に上野国七日市藩1万石、織田信雄に大和国宇陀松山藩5万石が与えられ、蜂須賀至鎮には淡路国8万石が加増され、井伊直孝と藤堂高虎には、それぞれ5万石が加増され、水野勝成には三河国刈谷藩3万石から大和国郡山藩6万石へ加増転封となった。松倉重政には大和国五条藩1万石から肥前国日野江藩4万3千石へ加増転封、佐久間安政には近江高島藩2万石から信濃国飯山藩3万石へ加増転封となった。

### 徳川家中の処分
徳川家譜代大名・旗本への処分は、天王寺・岡山の戦いでの失態を中心に行われた。
先ず天王寺口三番手大将の酒井家次が叱責を受けたが、閏6月3日に赦された。同11日には秀忠使番青山清長が大坂方と内通した件で切腹、同12日秀忠使番溝口常吉と子の半左衛門が大坂方の者を京の宿所に泊めたとして改易。
7日、家康が合戦時に崩れて逃亡した者が多数いた件を内々に聞き、調査する旨を表明。17日、嫌疑を受けた者を一人ずつ召し出して審問しており、有名な槍奉行大久保忠教との旗に関する問答もこの時行われた。
8月24日、前日に駿府へ帰着した家康は、今度は諸士へ遺恨・贔屓・負目無く行う誓約させた後に、逃亡した者達を投票で告発させた。25日、結果を確認した家康は自ら投票を封印した。
9月8日に秀忠の使者水野忠元と謁見した家康は、秀忠による大坂の陣での諸士糾明を問い、忠元は秀忠の言として近日に投票と調査を行うと返答した。10月23・24日、秀忠は各組頭衆等指揮官クラスを残らず招集して、直に天王寺・岡山合戦の状況・戦功・怯懦を調査した。
12月27日、幕府は天王寺・岡山合戦の賞罰を発表した。以下に処罰者を挙げる。
- 天王寺口先鋒大将本多忠朝討死の責任として、目付須賀勝政改易
- 同二番手所属小笠原秀政・同忠脩父子討死の責任として、目付藤田信吉改易（二番手大将榊原康勝は戦後病死）
- 岡山口秀忠麾下書院番青山忠俊組番士
  - 城信茂・溝口半左衛門改易（父城昌茂・溝口常吉に連座）
  - 他4人改易
- 同水野忠清組番士
  - 3人改易
    - 注）大番高木正次組・書院番青山忠俊組・水野忠清組は秀忠旗本から抽出され、岡山口先鋒前田隊と二番手井伊隊の間に進出、3組何れも討死を出す一方、大番高木正次組の改易者は確認されず。
- 他改易等
  - 深入りの軍法違反として、青山重長改易
  - 城昌茂（家康本陣奏者番・使番・陣中目付）・溝口常吉（先述）・羽柴勘右衛門・溝口半左衛門・溝口新三・保坂金右衛門（家康本陣旗奉行）・本多伝三郎・西山清兵衛改易
  - 伊東政世（秀忠本陣槍奉行）・筧元成（同左）・庄田安信（家康本陣旗奉行）閉門
  - 大久保忠教叱責（伊東・筧も）

以上、処分者は大名の討死を出した部隊の目付、岡山口で戦闘を行った書院番、軍役で寄せ集めた槍足軽を統率した槍奉行、合戦時の混乱で家康を一時見失った家康本陣の旗奉行で確認できる。

## 元和偃武
この戦いを境に、応仁の乱より日本国内で150年近くにわたり断続的に続いていた大規模な戦闘が終焉した。これを元和偃武と言う。

## 伝承

### 真田信繁
大坂夏の陣での真田信繁（幸村）の活躍はまず、屏風絵に見られる。最初に黒田長政によって作成された「大坂夏の陣図屏風」（黒田屏風）に始まり、後世、版画の錦絵に描かれるなど、徳川政権下でも後世へ語り継がれた。文献では特に、江戸中期頃に書かれた「真田三代記」は信繁のみならず真田一族の名を高めるのに貢献した。天王寺合戦は江戸時代後期に書かれた島津家の伝承を集めた「薩藩旧記」で「真田日本一の兵（ひのもといちのつわもの）、古よりの物語にもこれなき由、惣別れのみ申す事に候」、「家康が切腹も考えるほどだった」などと記された。また家康本陣を守備していた藤堂高虎の一代記である高山公実録にも「御旗本大崩れ」と記され、藤堂勢は応戦はしたものの、真田隊の勢いの前では効果無く、ほどなく家康は本陣を捨て、高虎自身も、家康の安危を確認できなかったと振り返っている。後に真田隊の猛攻を恐れ、家康を残して逃走した旗本衆の行動を詮議したという「大久保彦左衛門覚書」（三河物語）も残っている。
また、信繁以外にも毛利勝永、大野治房らも天王寺・岡山の戦いで活躍した（『日本戦史 大坂役』）。信繁は徳川軍の中を敵中突破した一方、勝永と治房らは自軍の数倍もの徳川軍に正面から当たり、壊滅させたと言われている（『日本戦史 大坂役』）。
さらに、真田隊が強行突破できたきっかけとなったのは、毛利隊の快進撃を何とか防ごうと、松平隊の背後にいた浅野隊が毛利隊に当たろうとし、その動きを松平隊が「浅野隊が寝返った」と思い、混乱したことでもあるとする説もある（『日本戦史 大坂役』）。
真田隊や毛利隊がどれだけ家康自身に迫ったのかは諸説あり、そのため後世の創作である軍記、歌舞伎、錦絵や再現イラスト、歴史漫画では様々な様子が描かれている。また、家康の周囲にいた人間も小栗又一、大久保彦左衛門など本によって様々である。
信繁討死についても諸説があるが、一般的には「安居神社で石畳に腰をかけているところを討たれた」と言われている。安井神社は天王寺公園・茶臼山の北にある一心寺の北に所在する。これは明治時代に当時の大日本帝国陸軍参謀本部が制定したものとされ、安井神社にある「眞田幸村戦死跡之碑」には戦死の地の選定に際しての参謀本部の関与を示す一文が刻まれている。
しかし信繁を討ち取った西尾宗次が属した越前松平家の文書が2013年に発見され、これによると、西尾は生玉（生國魂神社の周辺）と勝鬘（勝鬘院の周辺）の間の高台で休息していた信繁を討ち取ったといい、安居神社説は誤伝とみられる。

### 秀頼生存伝承
鹿児島県には、「信繁は合戦で死なず、山伏に化けて秀頼·重成を伴って谷山（鹿児島市）に逃げてきた」という説がある。京都大坂では陣の直後頃に、「花の様なる秀頼様を、鬼のやうなる真田が連れて、退きものいたよ加護島（鹿児島）へ」という京童に歌われたという。

### 家康討死伝承
堺市にある南宗寺には「大坂夏の陣で茶臼山の激戦に敗れた徳川家康は、駕籠で逃げる途中で後藤又兵衛の槍に突かれ、辛くも堺まで落ち延びるも、駕籠を開けると既に事切れていた。ひとまず遺骸を南宗寺の開山堂下に隠し、後に改葬した」との異伝を伝えている（『南宗寺史』）。当地にはかつて東照宮もあり、元和9年（1623年）の将軍宣下の折に2代秀忠（7月10日）、3代家光（8月18日）が相次ぎ参詣している。戦災で失われ、現在の「東照宮 徳川家康墓」と銘のある墓標は、かつての水戸徳川家家老裔の三木啓次郎が昭和42年（1967年）に再建したものだが、墓標近くには山岡鉄舟筆と伝わる「この無名塔を家康の墓と認める」との碑文も残る。

### 大坂城攻城法伝承
大坂冬の陣で家康は一旦和睦し堀を埋め立てた後に再度、兵を挙げることで大坂城を落としているが、この方法は家康が存命中の秀吉に直接聞いたものという逸話がある。

## 参加武将

### 豊臣軍（豊臣家）
| 出自       | 氏名 | 備考                                 |
| ---------- | --- | ------------------------------------ |
| 豊臣家譜代 | 豊臣秀頼 |                                      |
| 豊臣家譜代 | 速水守久、青木一重（夏の陣には不参加）、伊東長実、堀田盛重、中島氏種、真野頼包、野々村吉安、杉善右衛門 | 七手組                               |
| 豊臣家譜代 | 大野治長、大野治房、大野治胤、木村重成、渡辺糺、竹田永翁、木村宗明、郡宗保、津川近治、山口弘定、六角定治（佐々木定治）、篠原重之、細川頼範、山名堯熙、山名堯政、赤松祐高、京極備前守、赤座直規、生駒正純、野々村豊前守、毛利重能、内藤長秋、織田昌澄、津田元信、真木島昭光、赤星親武、薄田兼相、黒川貞胤、佐藤春信、今木正祥、武光忠棟、吉田好是、粟屋助太夫、遊佐高教、白井甚右衛門、島津義弘 (播磨家)、麻植成経、麻植成政、古田九郎八、伏屋一盛、岡村百々之介、山口喜内、山口兵内 |                                      |
| 浪人       | 明石全登、後藤基次、真田信繁、長宗我部盛親、毛利勝永 | 五人衆                               |
| 浪人       | 明石景行、真田信昌、長宗我部康豊、長宗我部盛恒、毛利勝家、塙直之、御宿政友、大谷吉治、氏家行広（荻野道喜）、新宮行朝、堀内氏久、北川宣勝、木村清久、山川賢信、福島正守、福島正鎮、淡輪重政、岡部則綱、箸尾高春、細川興秋、早川長政、真田信倍、増田盛次（冬の陣は幕府方）、伊木遠雄、井上時利、米田是季、浅井長房、浅井政高、仙石秀範、石川康勝、佐藤方政、樋口雅兼、毛利秀秋、服部正栄、平塚左馬助、青木久矩、木下秀規、仙石定盛、喜多村政信、玉置永直、内藤元盛、大庭土佐守、吉田康俊、十河存英、稲木教量、宮島兼与、戸田為重、高松久重、三浦義世、二宮長範、岡田縫殿助、小倉行春、川崎和泉守、湯浅正寿、結城朝勝、多田藤弥斎、藤野半弥、内藤忠豊、南部信景、平井保延、平井保能、名島忠純、森宗意軒、小笠原権之丞、岡平内、木曾義春（義成）、和久宗是、明石内記、明石宣行、蘆田作内、雨森三右衛門、江原高次、小川次郎兵衛、金森掃部、布施左京亮、山中幸俊、湯河太郎五郎、湯橋吉信、三田村又右衛門、村上高国、丹羽正安、竹田兵庫、高田吉春、高田吉次、木村又蔵、高原五郎七、山縣昌重 |                                      |
| 浪人       | 井上頼次、飯田家貞、小山隆重、矢野正倫、平子正貞、蘆塚忠右衛門、南条元忠（冬の陣で幕府方に内応、切腹） | 冬の陣で死亡                         |
| 公家・僧侶 | 持明院基久、持明院基征、富小路秀直 、田村輪蔵院、正徳院、山口智徳院、コミチャ、文英清韓 | 持明院基久は天王寺・岡山の戦いで戦死 |
| 町人       | 安井道頓、伊藤祐道（織田信長旧臣） |                                      |
| 内通者     | 朝比奈正成、小幡景憲 |                                      |
| その他     | 織田長益、織田頼長 | 夏の陣直前に大坂城を退去             |

### 幕府方

#### 冬の陣
各将の配置は史料により異同がある。
| 城包囲時の持ち口 | 城包囲時の持ち口 | 氏名 |
| ---------------- | ---------------- | --- |
| 東               | 森村・中浜       | 本多忠朝、浅野長重、真田信吉、真田信政、佐竹義宣、上杉景勝（直江兼続）、丹羽長重、堀尾忠晴、戸田氏信、牧野忠成                       |
| 東               | 大和橋口         | 秋田実季、本多康俊、植村泰勝、小出吉親                                                                                               |
| 東               | 黒門口           | 松下重綱、仙石忠政、酒井家次、水谷勝隆、小出吉英                                                                                     |
| 南               | 平野口           | 南部利直 |
| 南               | 真田丸正面       | 前田利常 |
| 南               | 八丁目口         | 井伊直孝、松平忠直、松倉重政、榊原康勝、桑山一直、古田重治、脇坂安元、寺沢広高                                                       |
| 南               | 谷町口           | 藤堂高虎 |
| 南               | 松屋町口         | 伊達政宗、伊達秀宗 |
| 西南             |                  | 毛利秀就、徳永昌重、福島忠勝 |
| 西               | 船場             | 浅野長晟、蜂須賀至鎮、池田忠雄、石川忠総、戸川達安、山内忠義、松平忠明、稲葉典通、鍋島勝茂、森忠政                                   |
| 北西             | 中之島           | 山崎家治、加藤貞泰、一柳直盛 |
| 北西             | 福島             | 九鬼守隆、向井忠勝、千賀信親、小浜光隆                                                                                               |
| 北               | 今橋口           | 有馬直純 |
| 北               | 浜筋             | 立花宗茂、分部光信 |
| 北               | 天神橋           | 本多忠政、有馬豊氏 |
| 北               | 天満橋           | 池田利隆、中川久盛、加藤明成 |
| 北               | 川崎口           | 松平康俊、岡部長盛 |
| 北               | 京橋口           | 能勢頼次、関一政、竹中重門、別所吉治、市橋長勝                                                                                       |
| 東北             | 京街道           | 長谷川守知、本多康紀、片桐且元、片桐貞隆、石川貞政、宮城豊盛、蒔田広定、林武吉、木下延俊、花房正成、花房正盛                         |
| 不明             |                  | 京極高知、京極忠高、生駒正俊、松平信吉、新庄直定、松平康長、相馬利胤、稲葉紀通、黒田忠之、佐久間安政、佐久間勝之、本堂茂親、山崎長徳 |
| 本営             | 岡山             | 徳川秀忠、柳生宗矩 |
| 本営             | 茶臼山           | 徳川家康 |
| その他           | 在国             | 津軽信枚、脇坂安治 |
| その他           | 参陣できず       | 島津忠恒 |
| その他           | 江戸城留守居     | 福島正則、黒田長政、加藤嘉明、蜂須賀家政、平野長泰、最上家親                                                                         |

#### 夏の陣
| 方面軍     | 方面軍       | 方面軍       | 氏名                                                                                                   |
| ---------- | ------------ | ------------ | --- |
| 河内方面軍 | 先鋒         |              | 藤堂高虎、井伊直孝、桑名吉成                                                                           |
| 河内方面軍 | 先鋒         | 右備         | 榊原康勝、小笠原秀政、仙石忠政、諏訪忠恒、保科正光、藤田信吉、丹羽長重                                 |
| 河内方面軍 | 先鋒         | 左備         | 酒井家次、松平忠良、松平信吉、牧野忠成、松平成重                                                       |
| 河内方面軍 | 二番手       | 右備         | 本多忠朝、真田信吉、浅野長重、秋田実季、松下重綱、植村泰勝                                             |
| 河内方面軍 | 二番手       | 左備         | 松平康長、相馬利胤、水谷勝隆、六郷政乗、稲垣重綱、内藤忠興                                             |
| 河内方面軍 | 三番手       | 右備         | 松平忠直                                                                                               |
| 河内方面軍 | 三番手       | 左備         | 前田利常                                                                                               |
| 大和方面軍 | 先鋒         | 先鋒         | 水野勝成、堀直寄、松倉重政、奥田忠次、桑山元晴、桑山一直、本多利長、丹羽氏信、神保相茂                 |
| 大和方面軍 | 二番手       | 二番手       | 本多忠政、古田重治、菅沼定芳、分部光信、稲葉紀通、織田信重                                             |
| 大和方面軍 | 三番手       | 三番手       | 松平忠明、徳永昌重、一柳直盛、西尾嘉教、遠山友政、堀利重                                               |
| 大和方面軍 | 四番手       | 四番手       | 伊達政宗                                                                                               |
| 大和方面軍 | 五番手       | 五番手       | 松平忠輝、村上義明、溝口宣勝                                                                           |
| 紀伊方面軍 |              |              | 浅野長晟                                                                                               |
| 本営       | 一番手       | 右備         | 酒井忠世、脇坂安元、新庄直定                                                                           |
| 本営       | 一番手       | 左備         | 土井利勝、佐久間安政                                                                                   |
| 本営       | 二番手       | 二番手       | 本多正純、立花宗茂                                                                                     |
| 本営       | 本陣         | 本陣         | 徳川家康、徳川秀忠                                                                                     |
| 後詰       |              |              | 徳川義直、徳川頼宣                                                                                     |
| 城北方面   |              |              | 京極高知、石川忠総、池田長幸、池田利隆、有馬豊氏、堀尾忠晴                                             |
| 水軍       |              |              | 九鬼守隆、向井忠勝、小浜光隆                                                                           |
| 不明       |              |              | 黒田長政、加藤嘉明、細川忠興、本多康俊、本多康紀、宮城豊盛、佐久間勝之、森忠政、山崎長徳、本城惣右衛門 |
| 内通者     |              |              | 古田織部                                                                                               |
| その他     | 京都警備     | 京都警備     | 上杉景勝、本堂茂親                                                                                     |
| その他     | 在国         | 在国         | 津軽信枚、脇坂安治                                                                                     |
| その他     | 参陣できず   | 参陣できず   | 蜂須賀至鎮、山内忠義、稲葉典通、島津忠恒、佐竹義宣、福島忠勝                                           |
| その他     | 江戸城留守居 | 江戸城留守居 | 福島正則、最上家親                                                                                     |

## その他

### 日本国外の記録史料
オランダ人商人（東インド会社駐在員）が陣前後の各地の様子を書き残した文書がオランダのハーグ国立文書館で見つかった。「家康に寝返る大名がいたが、寝返る前に秀頼によって突き落とされ死亡した」などの記述がある。
2018年4月に広島県立歴史博物館が、冬の陣、夏の陣の詳細な陣形を記録した最古級、最大級の陣図が見つかった、と発表した。冬の陣図は４枚組みで、中心の1枚（縦1.89メートル、横1.15メートル）に大坂城の本丸から茶臼山付近まで、他の3枚には城外で戦いに加わった大名などの配置が記録され、全体で2.5メートル四方の大きさ。夏の陣図は1枚（縦1.89メートル、横1.15メートル）で、冬の陣の中心図と対になる構成になっている。
大坂城で自害した32人（淀殿をいれて33人）は以下の通り。
淀殿・大野治長・大野治徳・速水時之・速水出来丸・毛利勝永・毛利長門・高橋半三郎・高橋十三郎・埴原八蔵・埴原三十郎・中髙将藍・中髙半三郎・津川近治・竹田永翁・堀対馬守・武田佐吉・小室茂兵衛・土佐庄五郎・加藤弥平太・片岡十右衛門・森島長意・伊藤武蔵守・土肥勝五郎・真田幸昌・氏家行広・寺尾勝右衛門・阿古御局・大蔵卿局・宮内卿局・右京大夫局・玉局・饗庭局

## 関連作品
小説
- 城塞：大坂の役を題材とした司馬遼太郎の長編小説
- 戦雲の夢：司馬遼太郎の小説
- とっぴんぱらりの風太郎：万城目学の長編小説
- 大坂の陣：岡田秀文の長編小説

ドラマ
- 徳川家康：NHK大河ドラマ、1983年
- 春日局：NHK大河ドラマ、1989年
- 葵 徳川三代：NHK大河ドラマ、2000年
- 江〜姫たちの戦国〜：NHK大河ドラマ、2011年
- 真田丸：NHK大河ドラマ、2016年
- どうする家康：NHK大河ドラマ、2023年

映画
- 大坂夏の陣、1937年

コンピュータゲーム
- 大阪冬の陣、CSK/木屋通商、1983年、PC-8801以降
- 大阪の陣パートII：CSK、1984年、PC-8800シリーズ
- 戦国大戦 - 1615 大坂燃ゆ、世は夢の如く -（※ver3.1）：セガ・インタラクティブ、2015年

ボードゲーム
- 大坂夏の陣（バンダイifシリーズ）
- 大坂夏の陣（エポック社EWEシリーズ）
- 幸村外伝 ～真田幸村 大坂夏の陣～（ツクダホビー）、1986年
- Tennoji（『RAN』収録）：GMT Games、2007年、英語
- ユキムラズ・ラスト・バトル 大坂夏の陣 （ウォーゲーム日本史）、2014年